# 유성우 (축구 선수)
유성우 (劉成佑, 1971년 5월 23일~ )은 대한민국의 은퇴한 축구 선수이다. 현역시절 포지션은 수비수이다.